# ارغوان آمریکایی
ارغوان آمریکایی (نام علمی: Cercis occidentalis) نام یک گونه از سرده ارغوان است. این درخت در سال‌های اخیر به ایران وارد شده و به عنوان گیاه زینتی کاشت شده‌است.